# 苫小牧中央高等学校
苫小牧中央高等学校（とまこまいちゅうおうこうとうがっこう）は、北海道苫小牧市にある私立の高等学校である。学校法人原学園が運営している。全日制普通科。

## 沿革
- 1961年 - 苫小牧女子高等学校として開校
- 1973年 - 苫小牧中央高等学校と改称。男女共学となる

## 部活動
- 運動部
  - 硬式野球部
  - サッカー部
  - バレーボール部 - 全国高等学校総合体育大会（インターハイ）2回・国民体育大会（国体）2回・全日本バレーボール高等学校選手権大会（春高）5回出場。
  - 女子バスケットボール部
  - 男子バスケットボール部
  - アイスホッケー部
- 文化部
  - 吹奏楽部
  - パソコン部
  - 囲碁部
  - 美術部
  - 図書局
  - ボランティア局

## 著名な出身者
- 根本悠楓 - プロ野球選手。北海道日本ハムファイターズ所属。
- 斉藤優汰 - プロ野球選手。広島東洋カープ所属。

## 系列校
- ひかり幼稚園